# 3654 AAS
3654 AAS este un asteroid din centura principală, descoperit pe 21 august 1949 de Goethe Link Obs..